# Consell Regional de Provença-Alps-Costa Blava
El Consell Regional del Provença-Alps-Costa Blava (Conselh Regionau de Provença-Aups-Còsta d'Azur en occità) és una assemblea elegida que dirigeix la regió de Provença-Alps-Costa Blava. Des del 1998 el president és Michel Vauzelle (PS) 
És encarregat de fer aplicar al país les lleis fetes i aprovades a París, però no té cap mena de poder legislatiu independent ni operativitat pròpia. La seu del Consell Regional es troba a la plaça Jules Guesde de Marsella. El 2007 fou un dels fundadors de l'Euroregió Alps-Mediterrània

## Composició
És compost de 123 membres:
- 4 consellers per Alps d'Alta Provença
- 3 consellers per Alts Alps
- 26 consellers per Alps Marítims
- 51 consellers per Boques del Roine
- 25 consellers per Var
- 14 consellers per Valclusa

El seu repartiment per grups polítics a l'actual consell, sorgit de les eleccions de 2010 és:
| Nom del grup | Nom del grup                               | Partits representats                                        | Electes | Estatut  |
| ------------ | ------------------------------------------ | ----------------------------------------------------------- | ------- | -------- |
|              | Socialiste, Radical et Républicain         | Partit Socialista, Partit Radical d'Esquerra                | 45      | Majoria  |
|              | Notre Région doit changer                  | Unió pel Moviment Popular, Nou Centre i Moviment per França | 30      | Oposició |
|              | Front National PACA                        | Front Nacional                                              | 21      | Oposició |
|              | Europe Écologie, Les Verts, Partit Occitan | Europe Écologie - Les Verts i Partit Occità                 | 18      | Majoria  |
|              | Front de Gauche                            | Partit Comunista Francès i Partit d'Esquerra                | 9       | Majoria  |

## Resultats de les eleccions regionals de 2010
| Cap de llista | Cap de llista        | Llista                   | Primera volta | Primera volta | Segona volta | Segona volta | Escons | Escons |
| Cap de llista | Cap de llista        | Llista                   | #             | %             | #            | %            | #      | %      |
| ------------- | -------------------- | ------------------------ | ------------- | ------------- | ------------ | ------------ | ------ | ------ |
|               | Thierry Mariani      | Majorité présidentielle  | 388 365       | 26,60         | 559 412      | 33,02        | 30     | 24,39  |
|               | Michel Vauzelle*     | PS - PRG - MRC           | 376 601       | 25,80         | 747 382      | 44,11        | 72     | 58,54  |
|               | Laurence Vichnievsky | EÉ - Cap21               | 159 426       | 10,92         | 747 382      | 44,11        | 72     | 58,54  |
|               | Jean-Marc Coppola    | FG                       | 89 256        | 6,11          | 747 382      | 44,11        | 72     | 58,54  |
|               | Jean-Marie Le Pen    | FN                       | 296 283       | 20,30         | 387 374      | 22,87        | 21     | 17,07  |
|               | Jacques Bompard      | BI - PDF – MNR           | 39 284        | 2,69          |              |              |        |        |
|               | Catherine Levraud    | MoDem                    | 36 699        | 2,51          |              |              |        |        |
|               | Patrice Miran        | AEI                      | 34 076        | 2,33          |              |              |        |        |
|               | Pierre Godard        | NPA - Alternatifs - FASE | 30 814        | 2,11          |              |              |        |        |
|               | Isabelle Bonnet      | LO                       | 9 028         | 0,62          |              |              |        |        |
|               |                      |                          |               |               |              |              |        |        |
| Inscrits      | Inscrits             | Inscrits                 | 3 347 258     | 100,00        | 3 347 091    | 100,00       |        |        |
| Abstencions   | Abstencions          | Abstencions              | 1 845 298     | 55,13         | 1 599 698    | 47,79        |        |        |
| Votants       | Votants              | Votants                  | 1 501 960     | 44,87         | 1 747 393    | 52,21        |        |        |
| Blancs i nuls | Blancs i nuls        | Blancs i nuls            | 42 128        | 2,80          | 53 225       | 3,05         |        |        |
| Vàlids        | Vàlids               | Vàlids                   | 1 459 832     | 97,20         | 1 694 168    | 96,95        |        |        |

* llista del president sortint

## Distribució política dels antics Consells Regionals

### De 1998 a 2004
El president electe fou Michel Vauzelle (Esquerra Plural)

### De 1992 à 1998
El president del consell Regional fou Jean-Claude Gaudin (UDF)
Membres del consell regional de 1992 a 1998:
- Jean-Marie Le Pen (Front national)
- Bernard Tapie (Moviment dels Radicals d'Esquerra)
- Damien Bariller (Front national)
- Jean-Michel Ferrand (Reagrupament per la República)
- Hervé de Fontmichel (Unió per a la Democràcia Francesa)
- Élisabeth Guigou (Partit Socialista)
- Lionnel Luca (Reagrupament per la República)
- Henriette Martinez (Reagrupament per la República)
- Daniel Spagnou (Reagrupament per la República)

### De 1986 a 1992
El president del consell regional fou Jean-Claude Gaudin (UDF) 

## Presidents del Consell Regional
- Gaston Defferre (1974-1981)
- Michel Pezet (1981-1986)
- Jean-Claude Gaudin (1986-1998)
- Michel Vauzelle (1998-)